# Rabdophaga clavifex
Rabdophaga clavifex (лат.) — вид двукрылых рода Rabdophaga из семейства Галлицы (Cecidomyiidae). Встречается в Европе. Вызывают образование галлов на ивах.

## Таксономия
Вид был впервые описан в 1891 году французским энтомологом Жан-Жаком Киффером (1857—1925) под первоначальным названием Cecidomyia clavifex Kieffer, 1891.

## Описание
Вызывают образование множества галлов на деревьях/кустарниках рода рода Ива (Salix), некоторые из которых трудно идентифицировать. R. clavifex поражает волосистые почки с булавовидным вздутием на верхушке побега. Каждый бутон содержит красную или оранжевую личинку.

## Распространение
Найден в следующих европейских странах: Болгария, Великобритания, Дания, Германия, Италия, Нидерланды, Чешская Республика и Швеция. В Великобритании R. clavifex был найден в Мерсисайде и Йоркшире.